# 111
111 (CXI) var ett normalår som började en onsdag i den julianska kalendern.

## Händelser

### Okänt datum
- Den sydindiske kejsaren Cenguttuvan invaderar Kushanriket samt besegrar Kanishka och hans bror Vijaya i slaget vid Quilaluvam (nära Mathura) (omkring detta år).

## Födda
- Antinous, kejsar Hadrianus älskare